# Herczenik Miklós
Herczenik Miklós (Budapest, 1930. május 19. – Budapest, 1986. december 30.) magyar filmoperatőr, egyetemi tanár.

## Életpályája
Az érettségit követően 1948-ban a Ganz-MÁVAG mozdony és gépgyár fémöntője lett. 1950–1954 között a Színház- és Filmművészeti Főiskola operatőr szakán tanult. A Hunnia Filmgyárban lett segédoperatőr, ezzel párhuzamosan a Színház- és Filmművészeti Főiskola tanára is volt 1954–1956 között. 1959-től készített játékfilmeket. Az 1970-es években kezdett rövidfilmeket rendezni. 1979-től egy vízügyi filmstúdió művészeti tanácsadója volt.
1973-ban a párizsi nemzetközi filmfesztiválon Az idő ablakai (1969) című Fejér Tamás rendezte sci-fi hangulatos képeivel elnyerte a legjobb operatőri munka díját. Sokoldalú művész volt, kisfilmrendező a filmgyárban, a televízióban forgatókönyvíró.
Sírja a Farkasréti temetőben található (21/1-2-77).

## Filmjei
| - Ugyanaz férfiban (1954, Tóth Jánossal és Fifilina Józseffel) - Kövek, várak, emberek (1955) - Irány Varsó! (1955, Tóth Jánossal és Török Vidorral) - Pusztai ítélet (1957) - Egyiptomi útijegyzetek (1958) - Tengerész leszek (1958) - Gyalog a mennyországba (1959) - Egy régi villamos (1960) - Az ígéret földje (1961) - Mindenki ártatlan? (1961) - Hotel Germánia (1962) - Heten a hóban (1962) - Isten őszi csillaga (1962) - Meztelen diplomata (1963) - Tücsök (1963) - Déltől hajnalig (1964) - Két év (1964) - Zöld ár (1965) - Vázlatok egy városról (1965) - Hegyen völgyön (1966) - Töltsön velünk tíz percet! (1966) - Borivóknak való (1966) | - Keresztelő (1967) - 100 esztendő – Ember és víz (1967) - Százesztendős (1967, Fehéri Tamással) - Telemechanika, méréstechnika, automatika (1967) - A Hamis Izabella (1968) - Mi lesz veled Eszterke? (1968) - A beszélő köntös (1969) - Az idő ablakai (1969) - Krebsz, az Isten (1969) - A nagy kék jelzés (1969) - Nyulak a ruhatárban (1971, társíró is) - Gyula vitéz télen-nyáron (1972, Polgár Andrással) - Ki van a tojásban? (1973) - Passport (1976, rendező) - Emlékeink Kiliánról (1976) - Megtörtént bűnügyek (1976) - Dóra jelenti (1977) - Évszakok (1980) - A kitüntetés (1982) - Bukósisakban (1982) - Egy élet muzsikája - Kálmán Imre (1985) |

## Kötetei
- Bán Róbert–Herczenik Miklós: A filmről a nézőnek; Gondolat, Bp., 1959 (Élet és Tudomány kiskönyvtár)